# Gare de Bloye
La gare de Bloye est une ancienne gare ferroviaire française de la Ligne d’Aix-les-Bains-Le Revard à Annemasse, située sur le territoire de la commune française de Bloye, dans le département de la Haute-Savoie, en région Auvergne-Rhône-Alpes.
Sa mise en service intervient le 5 juillet 1866, en même temps que celle de la ligne d’Aix-les-Bains-Le Revard à Annecy, sur laquelle elle est implantée, par la Compagnie des chemins de fer de Paris à Lyon et à la Méditerranée. En 1938, la nationalisation du réseau ferré français au sein de la Société nationale des chemins de fer français (SNCF) entraine le transfert de la gare à cette dernière.
Elle est fermée au trafic voyageurs en 1993.

## Situation ferroviaire
Établie à 631 mètres d’altitude, la gare de Bloye est située au point kilométrique (PK) 16,6 de la ligne d’Aix-les-Bains-Le Revard à Annemasse, entre les gares ouvertes d’Albens et de Rumilly.

## Histoire
La gare est mise en service le 5 juillet 1866, en même temps que la ligne d’Aix-les-Bains-Le Revard à Annecy, sur laquelle elle est implantée, par la Compagnie des chemins de fer de Paris à Lyon et à la Méditerranée. En 1938, la nationalisation du réseau ferré français au sein de la Société nationale des chemins de fer français (SNCF) entraine le transfert de la gare à cette dernière.
En 1993, à la suite de la mise en service du Block automatique lumineux (BAL), la gare est fermée au service voyageurs et est télécommandée depuis celle d’Annecy. Le bâtiment voyageurs est par la suite vendu à un particulier, puis détruit en novembre 2019.